# مهدي قاضي
مهدي قاضي (بالفرنسية: Mehdi Kadi)‏ (21 سبتمبر 1994 في فرنسا - ) هو لاعب كرة قدم فرنسي في مركز الهجوم. لعب مع بورغ أون بريس بيروناس.

## وصلات خارجية
- مهدي قاضي على موقع قاعدة بيانات كرة القدم.إي يو (الإنجليزية)
- مهدي قاضي على موقع Soccerway.com (الإنجليزية)